# Scytodes bergeri
Scytodes bergeri là một loài nhện trong họ Scytodidae.
Loài này thuộc chi Scytodes. Scytodes bergeri được Embrik Strand miêu tả năm 1915.